# Institut français des sciences et technologies des transports, de l'aménagement et des réseaux

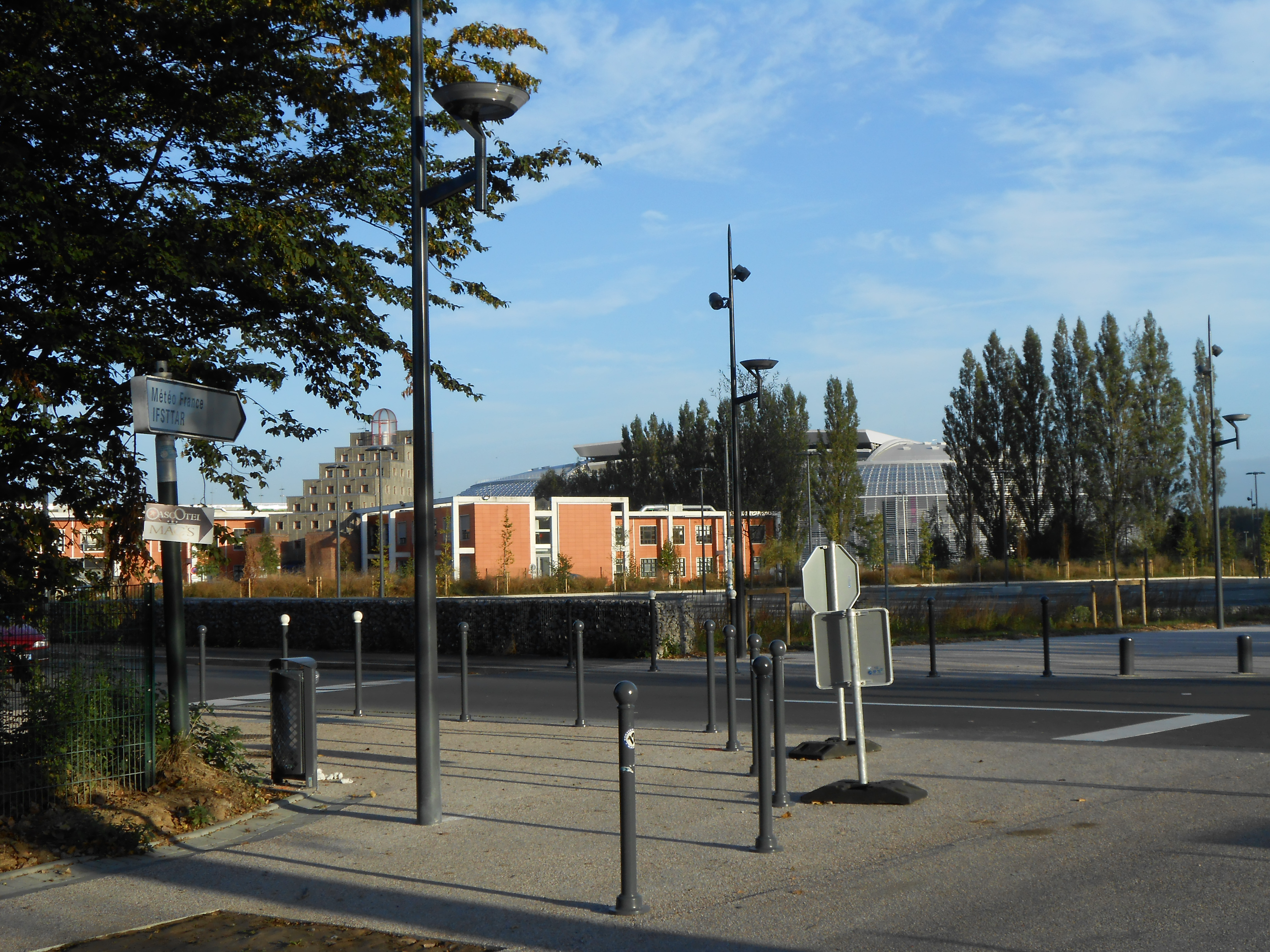
L'IFSTTAR, Cité scientifique de Villeneuve-d'Ascq.

L'Institut français des sciences et technologies des transports, de l'aménagement et des réseaux (Ifsttar) était un établissement public à caractère scientifique et technologique créé par décret interministériel du 30 décembre 2010. Il était placé sous la double tutelle du ministère de la Transition Ecologique et Solidaire et du ministère de l'Enseignement supérieur, de la Recherche et de l'Innovation. L'IFSTTAR a fusionné le 1er janvier 2020 avec l'université Paris-Est Marne-la-Vallée pour créer l'université Gustave-Eiffel.

## Historique
La fondation de l'Institut français des sciences et technologies des transports, de l'aménagement et des réseaux (Ifsttar) remonte au 30 décembre 2010, à la suite de la signature du décret interministériel 2010-1702 marquant la fusion, au 1er janvier 2011 de l'Institut national de recherche sur les transports et leur sécurité (Inrets) et du Laboratoire central des ponts et chaussées (LCPC).

## Organisation
Le conseil d'administration comprend vingt-deux membres : dix représentants de l'État, représentant chacun des ministres chargés respectivement de l'équipement, des transports, de l'environnement, de la recherche, de l'enseignement supérieur, du budget, de l'industrie, de la santé, de l'intérieur et de la défense ; huit personnalités qualifiées extérieures à l'institut ; quatre représentants du personnel de l'institut. il existe par ailleurs un comité scientifique, et un comité d'éthique. 

### Implantations
- Marne-la-Vallée (siège de l'Institut, Campus Descartes)

- Lille-Villeneuve-d'Ascq (Cité scientifique)
- Versailles–Satory
- Nantes-Bouguenais
- Lyon-Bron
- Salon-de-Provence/Marseille (campus Méditerranée)
- Grenoble
- Belfort

Le site de Paris, situé au 58 boulevard Lefebvre, dans le 15e arrondissement de Paris a été le siège de l'Ifsttar de la création de l'Institut en 2011 jusqu'à fin 2012. En décembre 2012, ce site a été fermé et le siège a été transféré à Marne-la-Vallée.

### Directrice générale
- Depuis 2011 : Hélène Jacquot-Guimbal

### Départements scientifiques
1. Département Matériaux et structures (MAST)
2. Département Géotechnique, Environnement, Risques naturels et Sciences de la terre  (GERS)
3. Département Composants et systèmes (COSYS)
4. Département Transport, santé, sécurité (TS2)
5. Département Aménagement, mobilités et environnement (AME)

### Chiffres clés
L'Ifsttar emploie 1052 agents (chiffre 2017) sur 9 sites géographiques, le budget de 105 M€.

## Activités de recherche

### Missions
L’institut a pour missions de réaliser ou faire réaliser, d’orienter, d’animer et d’évaluer des recherches, des développements et des innovations dans les domaines du génie urbain, du génie civil et des matériaux de construction, des risques naturels, de la mobilité des personnes et des biens, des systèmes et des moyens de transports et de leur sécurité, des infrastructures, de leurs usages et de leurs impacts, considérés des points de vue technique, économique, social, sanitaire, énergétique, environnemental et humain.
L’institut a notamment vocation à :
- conduire des recherches fondamentales et appliquées, des études méthodologiques et des développements d’essais et de prototypes ;
- mener tout travaux d’expertise et de conseil dans les domaines mentionnés au premier alinéa du présent article ;
- mettre en œuvre une politique d’information scientifique et technique et assurer la diffusion des connaissances acquises, notamment par les publications, la réglementation technique et la normalisation ;
- mener une politique de valorisation des résultats de ses travaux de recherche scientifique et technologique, notamment sous forme d’appui technique, de transfert de technologie, d’essai et de certification ;
- contribuer à la formation à la recherche et par la recherche ainsi qu’à la formation initiale et continue ;
- contribuer au rayonnement international et à l’exportation de l’expertise et des techniques qu’il développe.

## Publications et éditions

### Librairie en ligne
En juillet 2014, l'Ifsttar a ouvert sa librairie en ligne et met à disposition des internautes les livres, ouvrages, rapports de recherche, guides techniques et méthodes d'essai édités dans les anciennes collections de l'Inrets et du LCPC. Ce fonds documentaire représente 40 ans de production scientifique et déjà 600 œuvres sont en téléchargement gratuit.

### MagazineTrajectoire
Depuis sa création, l'Ifsttar édite son magazine trimestriel, Trajectoire. Ce magazine a pour vocation de faire connaitre les recherches, l'expertise et les métiers de l'Ifsttar.